# Forest City (Pennsylvanie)
Pour les articles homonymes, voir Forest City.
Forest City est un borough du comté de Susquehanna en Pennsylvanie, au nord de Scranton.
La population était de 1 911 habitants en 2010.
La ville a été incorporée en 1888.